# Rigas Motormuseum
Rigas Motormuseum (lettisk: Rīgas motormuzejs) er et museum i Riga i Letland og det største for veteranbiler i Baltikum. Museet grundlagdes i 1989 på et initiativ fra Letlands Veteranbilsklub (lettisk: Latvijas Antīko Automobiļu Klubs) og er i dag en statsinstitution under det lettiske transportministerium. Siden 1992 er museet medlem af International Association of Transport and Communication Museums (IATM–ICOM), siden 1994 medlem af Letlands Museumsforening (lettisk: Latvijas Muzeju Biedrība), og siden 2002 medlem af Letlands Forening for Transportudvikling- og Undervisning (lettisk: Latvijas Transporta Attīstības un Izglītības Asociācija). Museumsbygningen blev opført efter teginger af arkitekt Viktors Valgums og ligger i Rigabydelen Mežciems.